# Colibrí nimfa frontblau
El colibrí nimfa frontblau (Thalurania colombica) és una espècie d'ocell de la família dels troquílids (Trochilidae) que habita la selva humida i boscos més oberts de les terres baixes pel vessant del Carib des de Guatemala i Belize cap al sud fins Costa Rica i Panamà, nord-est de Colòmbia i oest de Veneçuela.